# Tân Tập (xã)
Tân Tập là một xã thuộc tỉnh Tây Ninh, Việt Nam.

## Địa lý
Xã Tân Tập nằm ở phía đông nam huyện Cần Giuộc, có vị trí địa lý:
- Phía đông giáp Thành phố Hồ Chí Minh với ranh giới là sông Soài Rạp
- Phía tây giáp xã Đông Thạnh
- Phía nam giáp huyện Cần Đước với ranh giới là sông Cần Giuộc
- Phía bắc giáp xã Phước Vĩnh Đông.

Xã có diện tích 29,25 km², dân số năm 1999 là 13.085 người, mật độ dân số đạt 447 người/km².

## Hành chính
Xã được chia thành 7 ấp: Tân Đại, Tân Thành, Tân Hòa, Tân Chánh, Tân Đông, Tân Quý, Vĩnh Hòa.